# Uromedina javana
Uromedina javana är en tvåvingeart som först beskrevs av Wulp 1893.  Uromedina javana ingår i släktet Uromedina och familjen parasitflugor. Inga underarter finns listade i Catalogue of Life.